# Передо Лейге, Гидо Альваро
Ги́до А́льваро Пере́до Ле́йге (исп. Guido Álvaro Peredo Leigue, псевдоним — И́нти (исп. Inti); 30 апреля 1938 — 9 сентября 1969) — боливийский революционер, брат Роберто Передо Лейге и Освальдо Передо Лейге, соратник Эрнесто Че Гевары. Один из руководителей местного комсомола (Коммунистической молодёжи Боливии), впоследствии – секретарь столичного обкома Коммунистической партии, член ЦК КПБ. Занимался подготовительной работой по созданию базы для партизанской группы Че Гевары. Погиб в бою в Ла-Пасе 9 марта 1969 года; убивший его руководитель отдела разведки боливийского МВД Роберто Тото Кинтанилья, назначенный боливийским консулом в Гамбурге, был там застрелен немецкой студенткой Моникой Эртль.

## Книги
- Inti Peredo Leigue. Mi campaña con el Che. Chile: El Umbral, 1971.